# Blochmont-Pass
Der Blochmont-Pass ist ein Straßenpass auf 632 m Höhe zwischen dem zur Gemeinde Sondersdorf gehörenden Ortsteil Hippoltskirch und der Gemeinde Kiffis im Süden des französischen Département Haut-Rhin. Der Pass führt über den gleichnamigen Gebirgsgrat Blochmont (deutsch: Blauenberg), der zum Jura gehört.

## Profil
Auf der in Hippoltskirch beginnenden Nordrampe überwindet man auf knapp 5,3 Kilometern 176 Höhenmeter, was einer Durchschnittssteigung von 3,3 % entspricht. Trotz der vergleichsweise geringen Höhendifferenz ist die Trassenführung in weiten Kurven angelegt und hat sogar drei Haarnadelkurven, was zum niedrigen Steigungsgrad beiträgt. Das Steigungsmaxium liegt bei rund 5 %. Der überwiegende Teil der Nordrampe gehört zum Gemeindegebiet von Raedersdorf.
Auf der zur Gemeinde Lutter liegenden Passhöhe steht ein landwirtschaftlicher Betrieb (Ferme de Blochmont). Wenige hundert Meter von der Passhöhe inmitten des umgebenden Walds gelegen befindet sich die Burgruine Blochmont.
Die Südrampe beginnt in einer spitzwinkligen Abzweigung von der Talstraße parallel der La Lucelle und verläuft zunächst östlich und später nördlich zur Passhöhe. Auch die Südrampe ist kaum steiler und überwindet auf 3,5 Kilometern 133 Höhenmeter was einer durchschnittlichen Steigung von 3,8 % entspricht. Das Steigungsmaxium liegt bei rund 6 %. Auf etwa der Hälfte der Südrampe zweigt ein Verbindungsstraße (D 21bII) direkt zur Gemeinde Kiffis ab. Die Passstraße selbst trägt die Nummer D 21B (→ Liste der Departementsstraßen im Elsass). Die südlichen Zufahrtsstraßen gehören der Gemeinde Kiffis.

## Radsport
Der Blochmont-Pass wurde am 30. Juli 2022 in der 169,5 Kilometer langen 4. Etappe von Kembs nach Altkirch im Rahmen der Tour Alsace befahren. Im Rahmen der 21. Auftragung der Tour Alsace 2025 ist in der 4. Etappe von Ferrette nach Altkirch ebenfalls die Befahrung des Blochmont vorgesehen.